# Meir Har-Zion

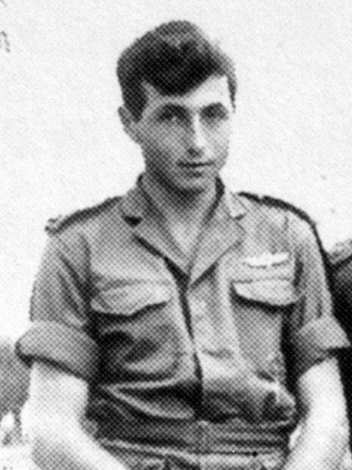
Meir Har-Zion in 1955

Meir Har-Zion, Hebreeuws: מאיר הר-ציון , (Herzliya, 25 februari 1934 – 14 maart 2014 was een Israëlische commando. Hij is bekend door zijn deelname aan de speciale eenheid genaamd Unit 101.
In september 1956 raakte Har-Zion gewond tijdens een speciale missie, maar werd ter plekke aan zijn verwondingen geholpen. Dankzij zijn dienst als een van de commandanten van Unit 101 en zijn gevechtstactieken, werd hij gepromoveerd tot officier en kreeg hij de Itur HaOz-onderscheiding.
Ergens in 1950, vlak voor het bestormen van een Egyptische stelling in de Sinaïwoestijn vroeg de toekomstige minister-president van Israël, Ariel Sharon, wat Har-Zion de moed gaf om voorop te gaan in de strijd tegen een ingegraven vijand. Har-Zion wees naar zijn soldaten en zei: "zij verwachten het van me." Vervolgens leidde hij de aanval op de Egyptische Arabieren.
In 1954 werd Har-Zions zus Shoshana op achttienjarige leeftijd verkracht en vermoord door een groep Arabieren, terwijl zij op weg was naar de Dode Zee vanaf Jeruzalem. Zij liep door Jordaans grondgebied, dat toentertijd in oorlog was met Israël. Verscheurd door het verlies van zijn zus verliet Har-Zion het leger en ging naar Jordanië om wraak te nemen voor de verkrachting en moord op zijn zus. In Jordanië vond hij de groep Arabieren die zijn zus hadden verkracht en vermoord. Hij liet slechts een van hen in leven. Alhoewel Israël geen klacht had ingediend voor de meervoudige verkrachting en moord op Shoshana, diende Jordanië wel een klacht in bij de Verenigde Naties voor de wraakactie op haar verkrachters en moordenaars. Meir Har-Zion werd enkele maanden vastgehouden maar werd vervolgens vrijgelaten zonder rechtszaak. Na dit alles ging hij wederom terug het leger in.
Meir Har-Zion woonde tot aan zijn dood in "Achuzat Shoshana", een boerderij op een bergtop boven de Jordaan. De boerderij was vernoemd naar zijn zus. Hij overleed op 80-jarige leeftijd.

## Verwijdering Joden uit Gazastrook
Alhoewel Har-Zion zich na zijn militaire carrière zich meestal niet bemoeid heeft met de politieke gang van zaken in Israël, sprak hij zich in 2005 negatief uit over het regeringsplan om alle Joden, indien nodig met geweld, uit de Gazastrook te verwijderen. Hierop zei Meir Har-Zion: "De Palestijnen zullen hun gebieden voor niets anders kunnen gebruiken dan ons terroriseren totdat wij [de Joden] allemaal weggaan [uit Israël], als zo'n staat toch gecreëerd wordt, god verhoede het, betekent dat het begin van ons einde." Ook sprak hij zich zeer kritisch uit over zijn voormalige strijdmakker Ariel Sharon en zei dat hij "krankzinnig was geworden".